# Farul Hohe Weg
Hohe Weg este un far în largul mării, situat în Golful german la 25 km nord-vest de Bremerhaven, Germania. Este cel mai vechi far în largul mării cu bază fixă din estuarul fluviului Weser, Marea Wadden, fiind în funcțiune din 1856.

## Amplasare
Farul este situat pe un banc de nisip, numit la fel Hohe Weg, amplasat la rându-i în estuarul fluviului Weser. Este la 3 km spre sud de insula Mellum și la aproximativ 20 km nord de continent. În condiții de flux, farul este complet înconjurat de apă. În condiții de reflux, este expus bancul de nisip.

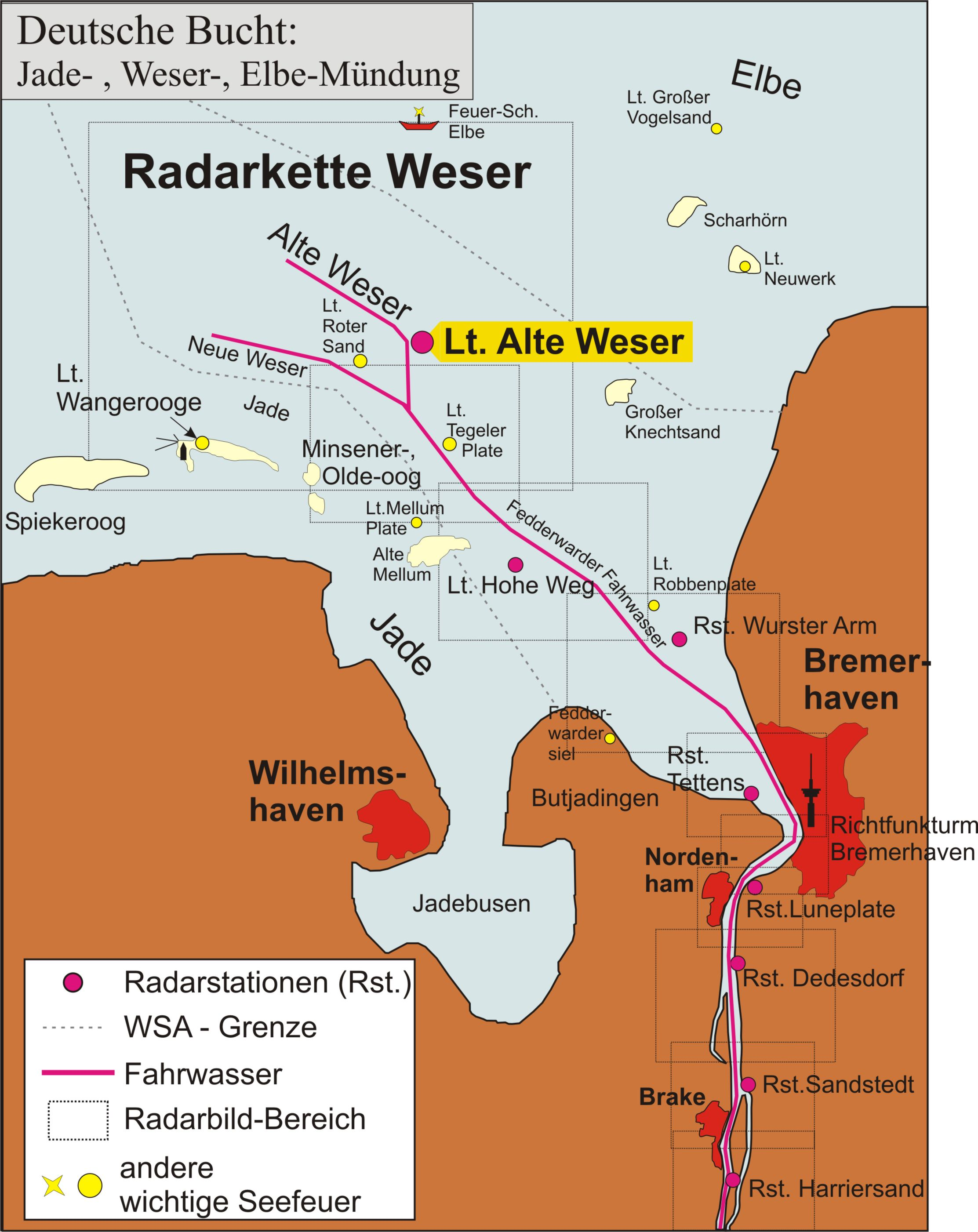
Amplasare în cadrul estuarului Weser
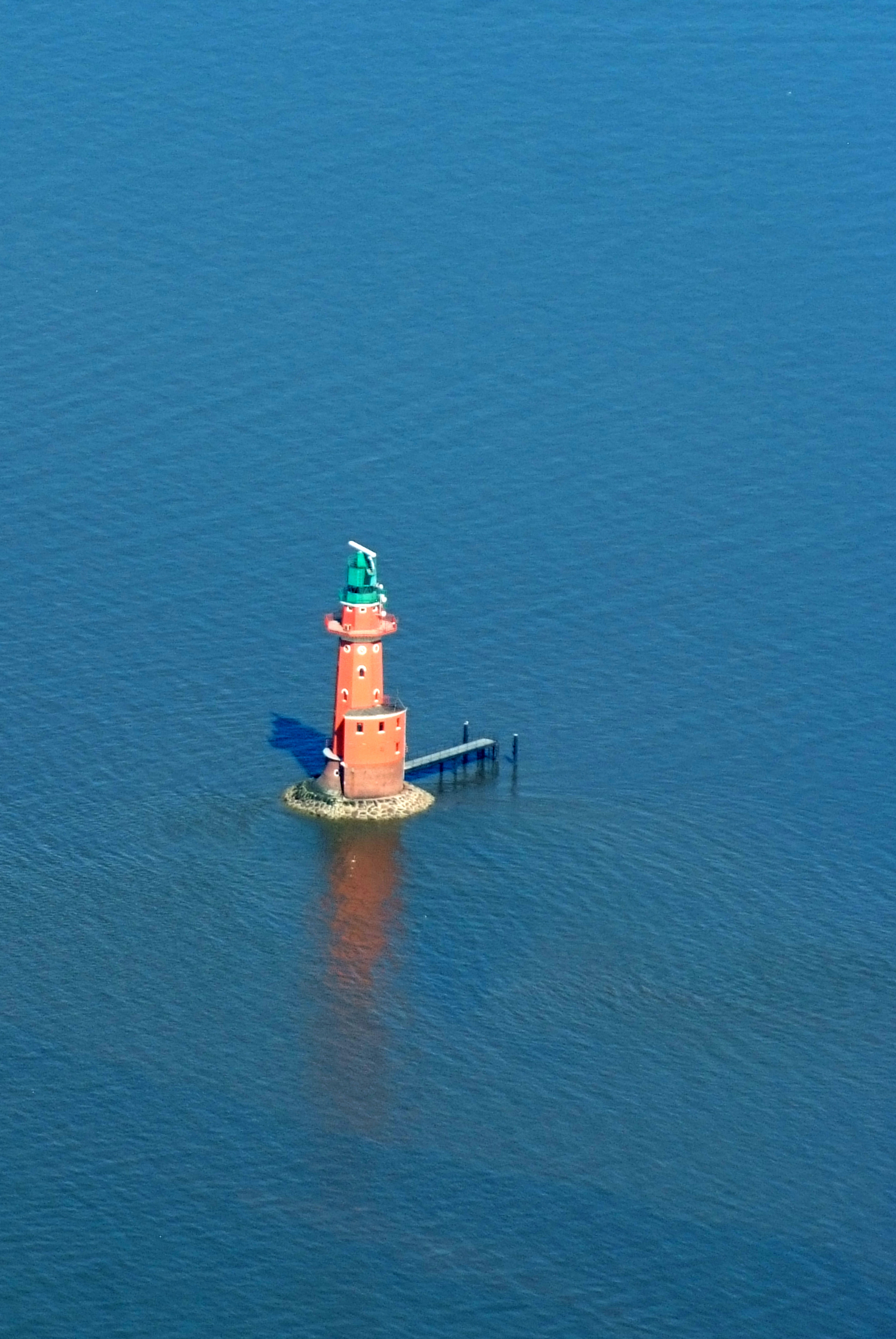
Vedere aeriană
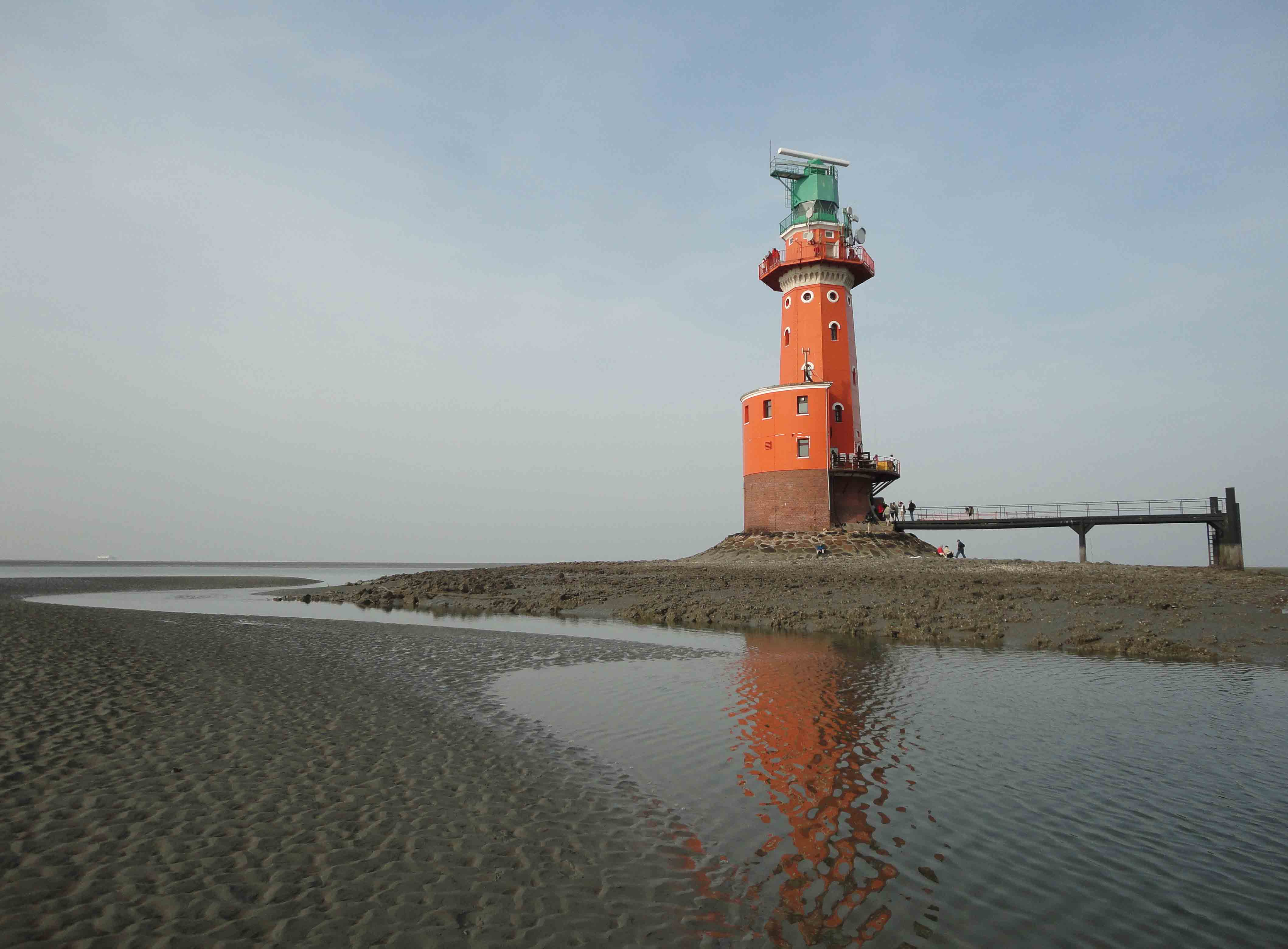
Farul la reflux

## Istorie

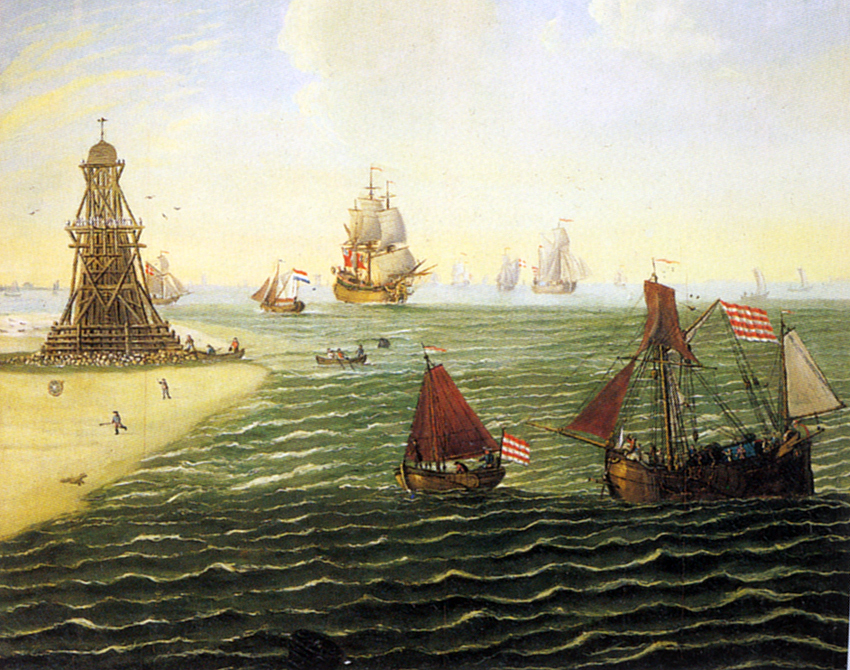
Imagine istorică a Bremer Bake și a bancului de nisip Hohe Weg (1790)

Hărțile maritime din 1757 indică existența unui semnal maritim în același loc în care se află astăzi Hohe Weg. În 1783 a fost construită o structură din lemn, Bremer Bake. Datorită creșterii traficului maritim spre Weser, în 1824 a început să fie explorată ideea de a construi un far în largul mării. Lucrările au început în 1854 și au fost finalizate în 1856. Amplasarea la o distanță atât de mare de țărm a reprezentat o provocare; lucrările de construcție au fost posibil doar la reflux.
Farul a fost renovat în 1960 și 1961, când au fost instalate un sistem radar, noi antene radio și o nouă carcasă pentru lampă. În 1973, farul a fost complet automatizat, astfel a dispărut necesitatea unui operator uman.
În 1996, exteriorul farului a fost îmbrăcat în panouri de aluminiu vopsite în roșu. Acestea formează o secțiune transversală octogonală. La începutul sec. al XXI-lea, au fost instalate noi lămpi de halogen de 1.000 W cu intensitatea luminoasă de 126.000 cd.
În 2006, la cea de-a 150-a aniversare a farului, poșta germană a emis un timbru special de 55 de cenți.